# ミヤコが京都にやって来た!
『ミヤコが京都にやって来た!』（ミヤコがきょうとにやってきた）は、2021年1月から2月まで朝日放送テレビとテレビ神奈川で放送されたテレビドラマ。朝日放送テレビは2021年1月11日から2月14日まで、毎週日曜日の23時55分 - 翌0時25分、テレビ神奈川は同年1月12日から毎週火曜日の23時00分 - 23時30分に放送。全6回。主演は佐々木蔵之介。
2022年10月1日（9月30日深夜）から3夜連続でレギュラー出演者が続投する続編『ミヤコが京都にやって来た! ～ふたりの夏～』（ミヤコがきょうとにやってきた ふたりのなつ）が朝日放送テレビ（関西ローカル）で放送された。
本稿では便宜上、2021年放送の連続ドラマをパート1を意味するP1、2022年放送の3夜連続ドラマをSPと呼称する。

## 概要
京都在住で独身の往診専門の男性開業医と12年ぶりの再会を果たした娘が美しい京都の街並みや人々との触れ合いの中で心を通わせていくさまを描く。

## あらすじ
パート１(P1)：
ある日、空吉の元に妻と離婚して以来12年間一度も会っていなかった娘の京が突然訪ねてくる。京は戸惑う空吉に「一緒に京都で暮らす」と一方的に宣言する。（第1話）
おばんざい店おかみの久子から自転車をもらうため、空吉と京は久子の店に向かう。京と初めて会った久子は空吉に「あの目は、駆け落ちする目や」と耳打ちする。京が何を企んでいるのか不審に思った空吉は、出掛けたふりをして京を見張ることにする。（第2話）
空吉と京はぎこちないまま共同生活を続けている。そんな中、老舗酒店の４代目店主で幼なじみの淳平が訪ねてくる。女性の影が一切なかった空吉に新たな恋人ができたかと勘違いし、舞い上がった淳平は京に空吉の思わぬ過去を暴露してしまう。（第3話）
京が京都に来た理由は、インターネットで知り合ったイギリス人男性のアンソニーと会うためだった。「パートナーとして京都でビジネスを手伝って」というアンソニーの言葉に舞い上がる京は、空吉に父親として会ってほしいと頼む。しかし、待ち合わせ当日アンソニーは現れなかった。（第4話）
待ち合わせ場所に現れなかったアンソニーが詐欺師だと知り、京はショックを受ける。空吉は元気づけようと、一切叱らずに優しい言葉ばかりをかける。そんな空吉の態度に反発し、京は思わず家を飛び出していく。行き場を失った京は久子の元へ向かう。（第5話）
ある日、空吉のことを「お父ちゃん」と呼ぶ少年とその母親らしき女性が現れる。隠し子かと言葉を失う京だったが、その女性は空吉が想いを寄せていた佐知子だと気付く。12年ぶりに父娘で過ごす大晦日は、八坂神社で“をけら詣り”を行い家でお雑煮作りを始める。（第6話）
三夜連続スペシャル(SP)：
　夏のある日、空吉は東京に遊びに行っていたはずの京がキャリーバックを転がしながら、見知らぬ男性と一緒に京都駅から出てくるところを目撃してしまう。「一体、誰と一緒に東京へ？」と思いながら、空吉はいつものように訪問診療に出かける。すると往診先の提灯屋で、先ほど見かけたキャリーバックを発見。提灯屋の跡継ぎ息子・敦彦と京が付き合っているものと勝手に思い込んでしまう。一方京はアルバイトの豆腐配達の帰り道に自転車を転がしていると、鴨川でひとりの女性を発見する。それは空吉のかつての想い人・佐知子だった。佐知子は確か再婚を機に遠くに引っ越したはずだったが、なぜ京都にいるのかと京は訝る。聞けば佐知子の再婚は嘘だったと判明する。（第1夜）
　玄関の扉を開けると家の前に立っていたのは、空吉のかつての想い人・佐知子だった。予想外の出来事に何を話し掛けていいのか固まってしまう空吉。佐知子は「ごめんなさい…」と一言だけ告げて走り去ってしまう。「ごめんなさい」の意味とは何なのか？娘のミヤコは佐知子が再婚していなかった事実を父親に言うべきなのか、空吉の幼馴染・淳平に相談を持ちかける。一方、何も知らない空吉は娘の誕生日パーティーを成功させるべく一人張り切っていた。12年ぶりに祝う娘の誕生日。ミヤコが好意を寄せていると勝手に思い込んでいる敦彦も招き、準備は万全！と思いきやミヤコから空吉へ逆サプライズが！？なんと家の前に佐知子の姿が…ミヤコが空吉に内緒で佐知子を招待していたのだった。そして佐知子は空吉に忘れられない思い出を語り出す。（第2夜）
　突然、佐知子の腕を掴み、顔を寄せる空吉。「漆ですね…」京都の伝統工芸である蒔絵の職人を始めたばかりの佐知子が、漆にかぶれてしまった事を瞬時に見抜いた空吉は、かつて佐知子の息子・拓馬が同じように漆にかぶれたことを思い出し、自宅のアロエで治療を行う。佐知子は空吉が大切な思い出を忘れずに覚えていた事に喜びを感じ、空吉への想いを暗に伝えるのだが、肝心な一言が言えずに、その日は別れてしまう。煮え切らない態度の空吉に娘のミヤコは、素直に佐知子へ思いを伝えるように勧めるが、空吉ははぐらかすばかり。そんなある日。幼馴染の淳平から突然、電話が…！？実は佐知子が再び京都を離れ、引っ越そうとしているという。「どないする？また遠く行ってしまうで」空吉に決断を迫る淳平。そして空吉は佐知子の元へ急ぎ向かう。（第3夜）

## キャスト

### 主要人物
柿木空吉（かきのき くうきち）
演 - 佐々木蔵之介
京都在住で独身の往診専門の町医者で開業医。
宮野京（みやの みやこ）
演 - 藤野涼子（幼少期：山本唯以）
空吉のひとり娘。ある日突然空吉の元へ現れる。

### 京都の人々
池田久子（いけだ ひさこ）
演 - 三林京子（P1、SP）
空吉の患者。おばんざい屋を営んでいる。
淳平（じゅんぺい）
演 - 市川猿之助（P1 第3話・第4話・最終話、SP）
空吉の幼なじみ。
敦彦（あつひこ）
演 - 結木滉星（P1 第3話・第4話・最終話、SP）
老舗提灯屋の跡取り息子。
佐知子（さちこ）
演 - 松本若菜（P1 第5話・最終話、SP）
空吉がかつて想いを寄せていた女性。
飛沢
演 - 柳沢慎吾（SP）
空吉の先輩。
岡田
演 - 増田英彦（ますだおかだ）（SP）
空吉の後輩。おかだ醤油の跡取り。
江原
演 - 川畑泰史（SP）
老舗の豆腐屋の大将。
たこ焼き屋店主
演 - おいでやす小田（SP）

### ゲスト
連続ドラマ

#### 第1話
空吉の患者
演 - 芦屋小雁

#### 第2話
寿美子
演 - 春やすこ（第3話・最終話）
空吉の知人。
葵
演 - 鎌田茜（第4話・第5話）
久子の孫。
隆志
演 - 酒井とおる（酒井くにお・とおる）（第4話・第5話）
空吉の患者。
隆志の娘
演 - あだち理絵子（第4話・第5話）

## スタッフ
特記なき場合はP1、SP共通
- 脚本 - 今井雅子[12]
- 音楽 - 山内達哉[12]
- 演奏 - TWIN VIOLIN[12]
- 主題歌 - BREAKERZ
  - 『I love my daughter』（ZAIN RECORDS）[13]（P1）
  - 『LIKE A CRYSTAL』（ZAIN RECORDS）[14]（SP）
- 撮影 - 江原祥二[12]
- 演出 - 千葉行利[12]
- プロデューサー - 山崎宏太[12]（P1）南雄大[12]（朝日放送テレビ）、宮川[12]晶（ケイファクトリー）
- アソシエイトプロデューサー - 佐々木匡哉[12]（朝日放送テレビ）
- 企画 - 松本あき子[12]（ケイファクトリー）
- 制作 - 朝日放送テレビ、ケイファクトリー

## 放送日程
P1
- 放送日は制作局・朝日放送テレビ基準。

| 各話   | 放送日        | サブタイトル         | EPG                                          | ラテ欄                            |
| ------ | ------------- | -------------------- | -------------------------------------------- | --------------------------------- |
| 第1話  | 2021年1月11日 | 父と娘の出町柳       | 別れた娘が突然京都に…2人暮らしスタート!      | 佐々木蔵之介と娘の新生活!?        |
| 第2話  | 1月17日       | 五条路地裏ラビリンス | 娘の本当の目的は駆け落ち!?                   | 娘の目的は駆け落ち!?              |
| 第3話  | 1月24日       | 秘密の鞍馬口         | 盗まれた30万円と空吉の恋?                    | 空吉の恋と娘の秘密…               |
| 第4話  | 1月31日       | 恋舞い上がる天使突抜 | いざ、アンソニーと対面! 恋舞い上がる天使突抜 | 娘の婚約者とサウナ?               |
| 第5話  | 2月07日       | 鴨川ブルースを聴け   | さよなら、京都…鴨川の声は聞こえるか?         | 最終回直前!! さらば娘、さらば京都 |
| 最終話 | 2月14日       | 娘と暮らせば         | 突如現れた謎の美女…空吉、大ピンチ!?          | 鴨川で大問題 父娘の二人暮らし終幕 |

SP
| 各話  | 放送日         | サブタイトル                             | 予告編 |
| ----- | -------------- | ---------------------------------------- | ------ |
| 第1話 | 2022年10月01日 | 佐々木蔵之介&松本若菜…夏の京都の恋物語!! | [ 16 ] |
| 第2話 | 〃 10月02日    | 恋を浮かべる貴船神社!                    | [ 17 ] |
| 第3話 | 〃 10月03日    | 決戦は鴨川!?臆病者たちの恋の結末とは…    | [ 18 ] |

- 第1夜は土曜（金曜深夜） 0:24 - 0:54に放送。
- 第2夜は日曜（土曜深夜） 0:05 - 0:35に放送。
- 第3夜は月曜（日曜深夜） 0:25 - 0:55に放送。

## 受賞歴
- 東京ドラマアウォード2021 - ローカル・ドラマ賞[3]